# 埃诺·福斯特伦
埃诺·福斯特伦（瑞典語：Eino Forsström，1889年4月10日—1961年7月26日），芬兰男子竞技体操运动员。他曾获得1908年夏季奥运会男子团体全能铜牌和1912年夏季奥运会男子团体自由全能银牌。